# Niskayuna
Niskayuna är en ort i den amerikanska delstaten New Yorks centralvästliga del. Orten grundades 7 mars 1809. Det hade dock redan funnits bebyggelse sedan andra halvan av 1600-talet, när nederländska nybyggare slog sig ner i området i och med Nya Nederländerna.
Den breder sig ut över 39 km2 stor yta och hade en folkmängd på 21 781 personer vid den nationella folkräkningen 2010.